# Adrián Thiam Creus
Adrián Thiam Creus (16 de junio de 1998) es un deportista español que compite en boxeo. Ganó una medalla de bronce en el Campeonato Europeo de Boxeo Aficionado de 2022, en el peso superligero.

## Palmarés internacional
| Campeonato Europeo | Campeonato Europeo | Campeonato Europeo | Campeonato Europeo |
| Año                | Lugar              | Medalla            | Categoría          |
| ------------------ | ------------------ | ------------------ | ------------------ |
| 2022               | Ereván (Armenia)   | Medalla de bronce  | 63,5 kg            |

## Vida personal
Creus entró en septiembre de 2024 en la decimonovena edición de Gran Hermano y tras 91 días, le expulsaron disciplinariamente de la casa de Guadalix de la Sierra.